# アースィフ・アリー・ザルダーリー
- アーシフ・アリ・ザルダリ[1]
- アースィフ・アリー・ザルダーリー

アースィフ・アリー・ザルダーリー（ウルドゥー語: آصف علی زرداری, シンド語: آصف علي زرداري、英語: Asif Ali Zardari, 1955年7月22日 - ）は、パキスタンの政治家。第11・14代大統領。パキスタン人民党元共同総裁。パキスタン初の女性首相で暗殺されたベーナズィール・ブットーの夫。ビラーワル・ブットー・ザルダーリーの父。日本の報道では、アシフ・アリ・ザルダリとも表記される。

## 経歴・人物

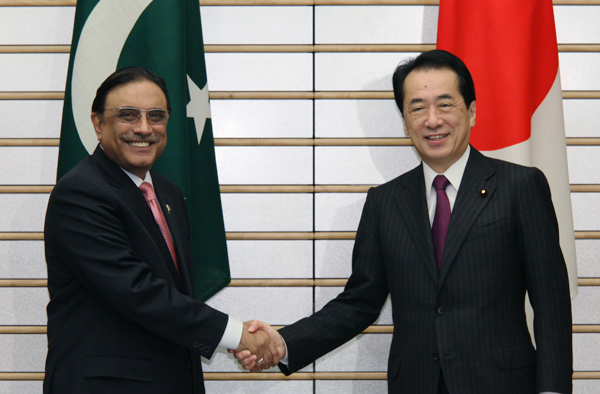
2011年の訪日時、菅直人首相（当時）と

シンド州の有力政治家ハーキム・アリー・ザルダーリーの息子。同じく有力政治家ブットー家との結婚は一族同士の見合い結婚であったとされる。ザルダーリー家はシーア派の有力一族で、ザルダーリーはカラチに生まれ、パキスタンでも最も裕福な家庭の1つで育った。
妻ベーナズィールの内閣で大臣を務めたが、在職中は関連予算の常に10パーセントを着服していると噂され、メディアにおいて通称「ミスター10パーセント」と悪名を冠されるほどであった。その後、この在職時の汚職疑惑によって8年間獄中にいた。パキスタンで5番目の大富豪である。
2008年、パキスタン大統領選挙に出馬し当選。同年9月9日、第11代パキスタン・イスラム共和国大統領に就任した。2009年4月15日に来日している。
2010年の憲法改正（Eighteenth Amendment to the Constitution of Pakistan）でパキスタンが半大統領制から議院内閣制に移行したことにより、パキスタン大統領の行政府のトップとしての地位をユースフ・ラザー・ギーラーニー首相に移譲し、名誉職的な国家元首となった。
2011年5月にザルダーリーが軍によるクーデターを懸念していると記されたメモが当時アメリカ統合参謀本部議長であったマイケル・マレンの手に渡り、これが発覚したことで軍との関係が悪化したとされる。12月上旬に病気治療のためドバイに渡り、12月6日から14日まで入院し、その後も帰国ができない状況が続いていたが、数日後に帰国した。
2013年9月8日、5年の任期を終え大統領職を退任した。その後もパキスタン人民党総裁として活発に活動している。
2024年3月9日に執行されたパキスタン大統領選挙では、連立与党であるパキスタン・ムスリム連盟ナワーズ・シャリーフ派とパキスタン人民党の推薦を受けて立候補。対立候補でパシュトゥンクワ・ミリ・アワミ党から立候補したマフムード・カーン・アチャクザイを69.43%対30.57%で破り、当選。翌10日に就任宣誓し2度目となる大統領に就任した。

## 参考資料
1. ↑  “パキスタン基礎データ”. 2025年2月1日閲覧。
2. ↑  About.com, Asif Ali Zardari Profile
3. ↑  防衛省OB太田述正アングロサクソン文明と軍事研究ブログ, ブット暗殺（その6）
4. ↑  速報・パキスタン総選挙、ブットが勝った　インド最前線 The Actual India 第133回
5. ↑  “Meet Mr. 10 Percent”. Chicago Tribune.com. (2008年9月13日).  オリジナルの2008年9月15日時点におけるアーカイブ。{{cite news}}:  CS1メンテナンス: 先頭の0を省略したymd形式の日付 (カテゴリ)
6. ↑  “パキスタン大統領、帰国できず…軍と関係悪化”. 読売新聞. (2011年12月18日) 2011年12月18日閲覧。 {{cite news}}: |work=、|newspaper=引数が重複しています。 (説明)⚠[リンク切れ]
7. ↑  “End to rumours as Zardari is back home”. Gulf News. (2011年12月20日) 2013年8月1日閲覧。
8. ↑  新大統領にザルダリ氏選出　故ブット元首相の夫―パキスタン 時事ネットコム　2024年3月9日配信　2024年3月9日閲覧
9. ↑  “Asif Ali Zardari Takes Oath As Pakistan's 14th President”. NDTV. (2024年3月10日) 2024年3月13日閲覧。